# Focus on Infinity
Focus on Infinity (deutsch Blickpunkt Unendlichkeit) ist ein österreichischer Dokumentarfilm des Regisseurs Joerg Burger aus dem Jahr 2014.

## Thematik, Inhalte
Der Film versucht, den „letzten Fragen der Menschheit“ in Besuchen von Stätten astronomischer Forschung und in Gesprächen mit Wissenschaftlern (theoretische Physiker, Kosmologen und Quantenphysiker) nachzugehen. Gezeigt werden Menschen, Maschinen und Schauplätzen, die mit der Erforschung des Kosmos verbunden sind, etwa das weltgrößte astronomische Forschungsprojekt „Alma“ und das tiefst gelegene unterirdische Forschungslabor Soudan Underground Lab.
Der königliche Astronom Sir Martin Rees wird mit den Worten zitiert: „Das menschliche Gehirn ist nicht für die Erforschung des Kosmos geschaffen, sondern für das Überleben in der Savanne.“ Eine Frauenstimme aus dem Off erklärt, dass Gott die Menschen nach dem Sündenfall auf der Erde allein gelassen habe, damit die Menschheit darauf angewiesen gewesen sei, ihre eigenen Entdeckungen zu machen. Weil sich das Universum seit dem Urknall in die Unendlichkeit ausweite, so George Coyne, langjähriger Direktor der Vatikanischen Sternwarte in Arizona, so müsse dieser Unendlichkeit von Zeit und Raum eine Bedeutung innewohnen. Die türkische Physikerin und Schriftstellerin Aslı Erdoğan hat ihrer wissenschaftlichen Obsession abgeschworen. Angesichts der Unendlichkeit des Universums sei ihr bewusst geworden, dass die größte Anstrengung jene sei, der eigenen Sterblichkeit gewahr zu werden: „Ich möchte lernen, wie man stirbt.“

## Förderung
Der Film wurde vom Bundesministerium für Bildung und Frauen, dem ORF Film/Fernsehabkommen, dem Land Niederösterreich, der Stadt Wien MA7, MEDIA und ÖFI gefördert.

## Festivals
- Diagonale Graz 2014